# Anchietea
Anchietea, biljni rod iz porodice ljubičvki, dio reda Malpighiales. Postoji osam vrsta raširenih po Južnoj Americi

## Vrste
1. Anchietea ballardii Paula-Souza
2. Anchietea exaltata Eichler
3. Anchietea ferrucciae Paula-Souza & Zmarzty
4. Anchietea frangulifolia (Kunth) Melch.
5. Anchietea peruviana Melch.
6. Anchietea pyrifolia (Mart.) G.Don
7. Anchietea raimondii Melch.
8. Anchietea sellowiana Cham. & Schltdl.